# جزر ساندويتش الجنوبية

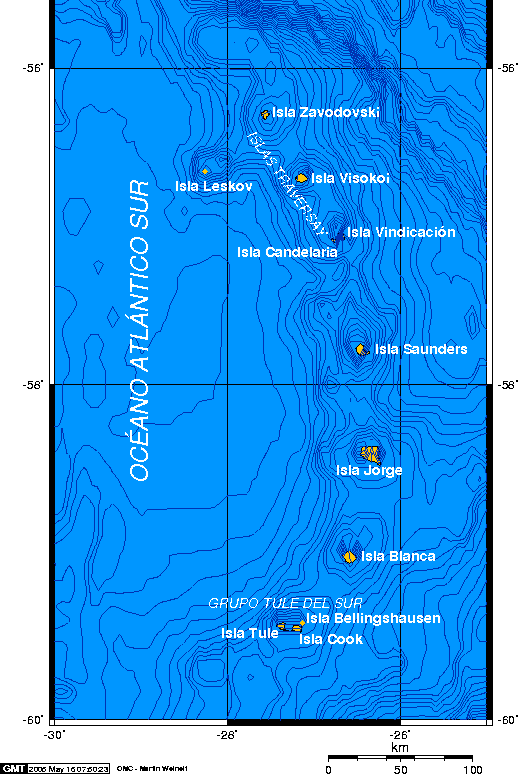
خريطة جزر ساندويتش الجنوبية

جزر ساندويتش الجنوبية هي أرخبيل يمثل جزءًا من جورجيا الجنوبية وجزر ساندويتش الجنوبية ، وهي إقليم خارجي تابع للمملكة المتحدة . تم اكتشافها في عامي 1775 و1819 ، وتضم إحدى عشرة جزيرة بركانية غير مأهولة. الأرخبيل هو القوس البركاني النشط الوحيد في المحيط الجنوبي ، ومياهه هي موطن لمنافذ فريدة من نوعها للحرارة المائية ، ونطاقات تحت الماء ، و خندق ساندويتش الجنوبي الذي يبلغ عمقه 8000 م .
تطالب الأرجنتين بسيادة الأرخبيل لصالح مقاطعة تييرا ديل فويغو وأنتاركتيكا وجزر جنوب المحيط الأطلسي .

## الأسماء الجغرافية
تسمى South Sandwich Islands باللغة الإنجليزية islas Sandwich del Sur باللغة الإسبانية.
تم تسمية الأرخبيل من قبل جيمس كوك تكريما لجون مونتاجو أوف ساندويتش ، اللورد الأول للأميرالية و نسبة لجزر ساندويتش جزر هاواي حاليا.

## جغرافية
تقع جزر ساندويتش الجنوبية في الطرف الجنوبي الشرقي للمحيط الأطلسي ، بين خطي الطول 25 و 28 من خط الطول الغرب وبين خطي العرض 56 و 60 جنوب و تبعد 339 ميل - جنوب شرق جورجيا الجنوبية (من جزيرة زافودوفسكي ، في أقصى شمال الأرخبيل) ،و 594 ميل شرق جزر أوركني الجنوبية (من جزيرة ثول ، في أقصى الجنوب الأرخبيل) و 1639 كم بين الشرق والشمال الشرقي من Prime Head ، الطرف الشمالي لشبه جزيرة أنتاركتيكا . من أصل بركاني ، تشكل قوسًا للجزر  من إحدى عشرة جزيرة غير مأهولة تمتد على 390 كم من الشمال إلى الجنوب. تم تشكيلها عن طريق اندساس صفيحة ساندويتش تحت صفيحة أمريكا الجنوبية .
يتكون الجزء الداخلي من الجزر من جبال يصل إرتفاعها أحيانا إاى أكثر من 3281 قدم و مغطاة بنسبة 80% من جليدة ثلجية .